# 岷江话
岷江话，又称为岷赤小片，是西蜀片方言的一个分支，主要分布于四川盆地西南部岷江流域及雲南東北部金沙江，川江兩岸與其支流流域如黔北赤水河流域，綦江河流域和烏江流域。同时在四川盆地中部川北地区分布有一个由西充、盐亭、射洪、剑阁、南部、苍溪、嘉陵区等区县组成的方言岛。岷江话也被部分学者称为南路话。岷江话的主要特征是入声保留，独立成调，大多拥有一套仅用于入声字的紧元音韵母。岷江话中较为保守的方言（如川北方言岛）除了入声保留外，还具有区分平翘，区分尖团，见系细音字不腭化，保留微母，咸山摄区分合口一二等和开口二三等字等特征，是四川境内迄今所见最古老的汉语方言。
岷江话被部分学者认为是元末以前四川本土方言的存留，其可能保留了部分宋代蜀语的特征，与主要源自移民的西南官话拥有不同的起源。有学者认为岷江话应从西南官话中独立。还有部分学者认为岷江话虽然并不符合“入声归阳平”这一《中国语言地图集》中划定西南官话的标准，但在音系上和成渝小片擁有许多一致的特征，可以歸為一类方言，但也承认岷江话分布区域自古是巴蜀核心区域，受外来移民冲击相对较小。

## 形成
四川地区在元末明初和明末清初的两次“湖广填四川”大移民运动中，人口构成发生巨变。在明代，元之前流行于四川地区的蜀语自四川盆地东北部开始，向盆地西南部（今岷江话流行区域）逐步萎缩，并且与移民带来的语言相互影响，现今四川话，包括受移民语言影响相对较小的岷赤小片和影响巨大的川黔片都在这种背景下开始逐步形成。今岷江话分布地区，受战乱影响比较轻微，巴蜀土著居民存留较多，因而语言受“湖广填四川”带来的移民语言影响相对较少。以川北岷江方言岛所处的南部县为例，《南部县志》记载县内约三十大姓，其中鲜于、陈、马、敬（苟）、雍、罗、何、任、蒲等九姓全为元代之前定居的巴蜀土著居民，而王、张、李、杨、宋、冯、杜等七姓也有近一半支脉为宋元巴蜀土著。

## 分布

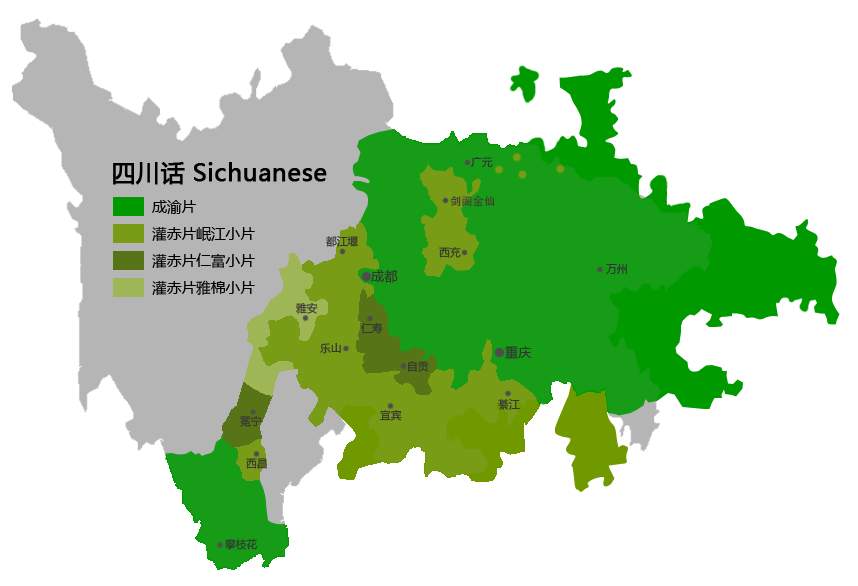
岷江小片的分布区域如图所示

岷江话主要分布于四川盆地西南部的岷江流域及长江两岸，地跨四川、重庆、贵州、云南4省市，其在四川盆地中部分布有一个由西充、盐亭、射洪三县为中心的方言岛，总使用人口约3000万。《中国语言地图集》中也把入声保留的西昌话归入岷江小片，但由于其并不具有岷江小片的其它共同特征，因而存在争议。县城使用岷赤方言的县市如下：
- 四川省
  - 成都市（崇州市、大邑县、邛崃市、蒲江县、都江堰市、彭州市、双流区、新津县、郫都区、新都区、温江区）；眉山市（东坡区、彭山区、洪雅县、青神县、丹棱县）；乐山市（市中区、五通桥区、沙湾区、金口河区、峨眉山市、夹江县、井研县、犍为县、沐川县、马边彝族自治县、峨边彝族自治县）；宜宾市（翠屏区、南溪区、叙州区、兴文县、珙县、长宁县、高县、江安县、屏山县）；泸州市（江阳区、纳溪区、龙马潭区、泸县、合江县、叙永县、古蔺县）；德阳市（什邡市）；雅安市（荥经县）；阿坝藏族羌族自治州（松潘县、汶川县、茂县、黑水县）；南充市（西充县）（嘉陵區）；遂宁市（射洪县）；绵阳市（盐亭县）

- 重庆市
  - 江津区；綦江縣（不含萬盛）

- 贵州省
  - 遵义市（赤水市、仁怀市、桐梓县、习水县 鳳岡縣** 湄潭縣** 綏陽縣**   余慶縣**正安縣** 遵義市** 遵義縣** 务川仡佬族苗族自治县）；铜仁地区（德江县、思南县、印江土家族苗族自治县、沿河土家族自治县）

- 云南省
  - 昭通市（绥江县、水富市）

註：
1. ** 這些市縣的古入聲今均歸陽平：畫人岷赤小片的主要理由是黔北地區的方言是一個整體，一些人字如“骨、哭、出”等讀「ue」韻，“姐”和“擠”同音等均與其他貴州方言不同而與岷赤小片接近

### 川北方言岛

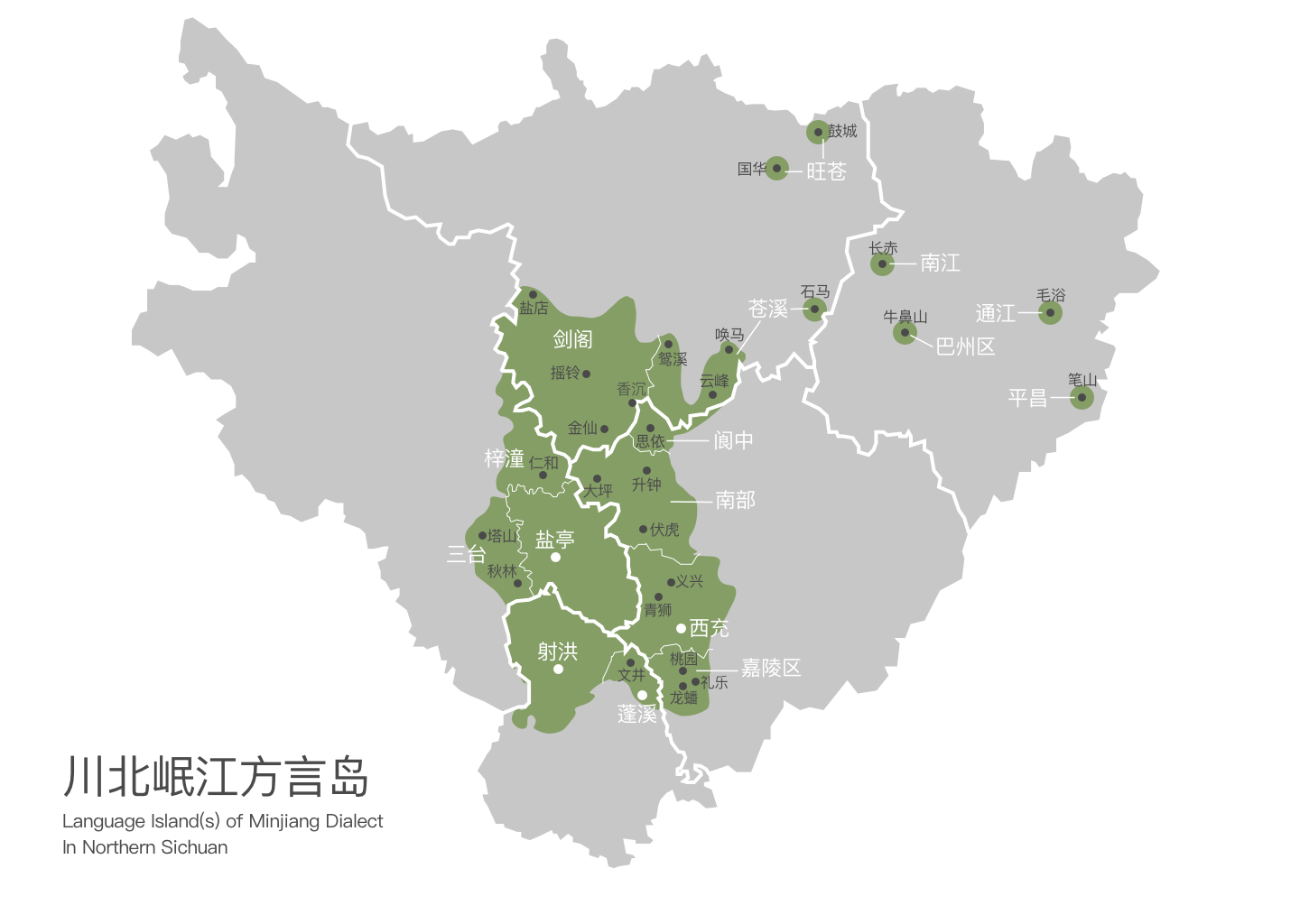
川北岷江方言岛如图所示

岷江方言分布区语言多样性很高，以剑阁南部为例，不同乡镇甚至村落之间方言都有差别。但早期四川方言调查仅仅以县城语音为主，对岷江方言尤其是川北方言岛的认知受到了限制。2010年代以来的方言调查发现又陆续在部分县城流行成渝话的县市发现了众多保留入声的方言点，其中大多集中分布在川北地区。例如剑阁县（金仙镇、白龙镇、摇铃乡）、苍溪县（石马镇、唤马镇、鸳溪镇、云峰镇）、南部县（伏虎镇、升钟镇、大坪镇），阆中市、南充市嘉陵区（礼乐乡、桃园乡）、巴中市巴州区（牛鼻山村）、通江县（毛浴乡）、南江县（长赤镇）等。川北岷江方言岛涉及的县市如下：
- 南充市
  - 西充县、嘉陵区、南部县、阆中市
- 广元市
  - 剑阁县、苍溪县、旺苍县
- 遂宁市
  - 射洪市、蓬溪县
- 绵阳市
  - 盐亭县、三台县
- 巴中市
  - 巴州区、南江县、通江县、平昌县

## 音韵

### 声调
岷江话的调类总共有阴平、阳平、上声、去声、入声五类。岷江话除入声外调值与成渝片高度一致，阴平一般为高平或半高平（55或44），阳平一般为低降（21或31），上声一般为高降或全降（53或51），去声一般为低升、中升或降升（13、24或213）。而岷江话的入声调值一般为中平、高平或半高平（33、55或44）。部分方言代表点的音调调值如下表所示。
| 方言点 | 阴平 | 阳平 | 上声 | 去声 | 入声 |
| ------ | ---- | ---- | ---- | ---- | ---- |
| 眉山话 | 45   | 31   | 42   | 212  | 23   |
| 乐山话 | 55   | 21   | 42   | 13   | 44   |
| 泸州话 | 55   | 21   | 42   | 13   | 33   |
| 崇州话 | 44   | 31   | 51   | 213  | 32   |
| 江津话 | 55   | 21   | 42   | 24   | 33   |
| 金仙话 | 44   | 31   | 451  | 35   | 34   |
| 西充话 | 45   | 31   | 51   | 24   | 22   |
| 綦江話 | 45   | 31   | 42   | 112  | 33   |
| 桐梓話 | 45   | 21   | 42   | 13   | 33   |

### 声母
岷江话内部声母主要有两种情况，大多数县市拥有与成都话相同的21个声母。而成都城区以北都江堰河东、彭州、郫县、新都、什邡等县市区拥有25个声母，较成都话多出[tʂ]、[tʂʰ]、[ʂ]、[ʐ]四个卷舌声母，但这四个卷舌声母只能与入声韵母[ə]相拼，因而只能用在入声字当中。川北方言岛较为特殊，除了具有区分平翘，区分尖团，见系细音字不腭化（如苍溪唤马话、金仙话），保留微母[v]（如摇铃话）等保守的音韵特征外，还拥有[nz]（如西充话）、[ç]（如金仙话）等不常见于四川别处的声母。
典型川西南岷江话的声母如下表所示（以乐山话为例）：
|        |        | 双唇  | 唇齿 | 齿后   | 齿龈  | 硬腭   | 软腭  |
| ------ | ------ | ----- | ---- | ------ | ----- | ------ | ----- |
| 塞音   | 不送气 | p 贝  |      |        | t 得  |        | k 古  |
| 塞音   | 送气   | pʰ 配 |      |        | tʰ 套 |        | kʰ 可 |
| 塞擦音 | 不送气 |       |      | ts 早  |       | tɕ 价  |       |
| 塞擦音 | 送气   |       |      | tsʰ 草 |       | tɕʰ 巧 |       |
| 鼻音   | 鼻音   | m 没  |      | n 路   |       |        | ŋ 我  |
| 擦音   | 清     |       | f 发 | s 速   |       | ɕ 小   | x 好  |
| 擦音   | 浊     |       | v 五 | z 认   |       |        |       |
| 零声母 | 零声母 | 0 衣  | 0 衣 | 0 衣   | 0 衣  | 0 衣   | 0 衣  |

### 韵母
岷江话的韵母与以成渝片为代表的其它西南官话拥有很大差异。首先，其拥有一套独立的仅用于入声的紧元音韵母来取代入声塞音韵尾，即便是部分喉塞音消失的岷江话也可以利用主要元音的松紧对立来区分入声与舒声字。岷江话的入声韵母包括[iæ]、[uæ]、[ʊ]、[ɘ]、[ɐ]、[iɐ]、[uɐ]、[c]、[yʊ]、[yɵ]等，这些韵母有紧喉作用，在发音时喉头肌肉和口腔肌肉紧张，从而使整个音节表现出一种粗硬紧促的状态。除了舒入对立以外，岷江方言多处咸山摄入声字可区别开口合口（盒≠活），较为特殊。
其次，岷江话中舒声韵母的归派也与成渝方言拥有极其大的差异。岷江方言有果摄元音高化（例如都江堰河西、崇州、乐山近郊、剑阁金仙等地），果摄见系字区分开口合口（哥≠锅），麻韵开口三等字精、影组韵母为iai或i（借tɕi、也iai），章组韵母为ai或ei（者tsai，车tʂʰei/tsʰei）等特征。
另外，岷江话咸山摄、宕江摄的发展也较为特殊，鼻音脱落现象较为普遍（例如乐山近郊苏稽、安谷：两凉nie、元yo、战tse，坚tɕia）。同时部分方言点（如乐山近郊、南充西路）端见系咸山摄合口区分一二等字（“关管”、“环欢”韵母不同），部分方言点（如乐山近郊、剑阁摇铃）知章组咸山摄开口区分二三等字（“山善”韵母不同）。
典型岷江话的韵母如下表（以乐山话为代表），最上为拼音，加（q）者为相配入声韵，[ ]中为国际音标，最下为例字：
|        | 开尾                  | 开尾                   | 开尾                     | 元音尾       | 元音尾       | 元音尾       | 元音尾      | 鼻音尾          | 鼻音尾        | 鼻音尾        | 鼻音尾              |
| ------ | --------------------- | ---------------------- | ------------------------ | ------------ | ------------ | ------------ | ----------- | --------------- | ------------- | ------------- | ------------------- |
| 开口呼 | -i (q) [ɿ; ɘ] 磁;尺   | a (q) [ɑ; æ] 茶;拍撤察 | eq [ᴇ] 各格              | ai [ai] 丐   | ei [əi] 社培 | ao [au] 冒   | ou [əu] 勾  | an [ã~an] 肝    | en [ən] 森生  | ang [aŋ] 缸   | ong [oŋ] 夢洪       |
| 合口呼 | u [u] 姑              | ua (q) [uɑ; uæ] 瓜;刮  | o (q) [o; ʊ] 歌鍋;國郭骨 | uai [uai] 淮 | ui [uəi] 回  |              |             | uan [uã~uan] 觀 | un [uən] 准春 | uang [uaŋ] 光 | ong [oŋ] 夢洪       |
| 齐齿呼 | i (q) [i; ie] 祭借;吉 | ia (q) [iɑ; iæ] 架;甲  | ioq [yʊ] 卻屈缺          | iai [iɛi] 介 |              | iao [iau] 較 | iu [iəu] 救 | ian [iẽ] 鑑     | in [in] 近敬  | iang [iaŋ] 絳 | iong [ioŋ~yoŋ] 窮容 |
| 撮口呼 | ü [y] 渠瘸            |                        | ioq [yʊ] 卻屈缺          |              |              |              |             | üan [yẽ] 拳     | ün [yn] 群瓊  |               | iong [ioŋ~yoŋ] 窮容 |

### 文白异读
川北岷江方言岛四周都被成渝方言包围，语音彼此渗透，部分方言（如西充话、苍溪唤马话、阆中话等）形成了系统的文白异读现象。其中文读音也主要来自于成渝方言。以西充方言为例，文白异读等部分例字如下：
| 字类                      | 字 | 西充白读     | 西充文读 | 成都                   |
| ------------------------- | -- | ------------ | -------- | ---------------------- |
| 蟹止摄 开口舒声           | 被 | pɿ           | pei      | pi（白）/pei（文）     |
| 蟹止摄 开口舒声           | 臂 | pɿ           | pei      | pei                    |
| 蟹止摄 开口舒声           | 披 | pʰɿ          | pʰei     | pʰei                   |
| 蟹止摄 开口舒声           | 批 | pʰɿ          | pʰei     | pʰei（白）/pi（文）    |
| 蟹止摄 开口舒声           | 眉 | mɿ           | mei      | mi（白）/mei（文）     |
| 咸山曾梗深宕江摄 开口入声 | 磕 | kʰa          | kʰe      | ko                     |
| 咸山曾梗深宕江摄 开口入声 | 舌 | sa           | se       | se                     |
| 咸山曾梗深宕江摄 开口入声 | 割 | ka           | ke       | ko                     |
| 咸山曾梗深宕江摄 开口入声 | 客 | kʰa          | kʰe      | ke                     |
| 咸山曾梗深宕江摄 开口入声 | 阁 | ka           | ko/ke    | ko                     |
| 咸山曾梗深宕江摄 开口入声 | 渴 | ka           | ko/ke    | ko                     |
| 咸山曾梗深宕江摄 开口入声 | 盒 | xa           | xo       | ho                     |
| 咸山曾梗深宕江摄 开口入声 | 角 | ka           | ko       | ko（白）/ɕio（文）     |
| 咸山宕江摄 合口入声       | 活 | xua          | xo       | xo                     |
| 咸山宕江摄 合口入声       | 拙 | tsʰua        | tsʰo     | tsʰue（白）/tsʰo（文） |
| 咸山宕江摄 合口入声       | 括 | kʰua         | kʰue     | kʰue                   |
| 咸山宕江摄 合口入声       | 获 | xua          | xue      | xue                    |
| 其他                      | 外 | uei（～婆）  | uai      | uai                    |
| 其他                      | 大 | tʰai上       | ta去     | ta去                   |
| 其他                      | 先 | ɕyan（～后） | ɕian     | ɕian                   |

## 危机
与其它四川方言不同，岷江话的生存环境并非仅仅因为推广普通话的原因而面临危机，其一直以来也受到相对强势的川黔片成渝小片的强烈冲击，从而流行区域不断萎缩。成都话都可能原属岷赤小片、据中央研究院《四川方言調查報告》，其入声直到1940年代都还未完全消失。岷江话的使用者在对外交流时往往都会将语音尽量向川黔片特别是成都话、重庆话等地区中心城市的方言靠拢，因而内部语音越是靠近成渝两地，受川黔片成渝小片影响越是严重，自身语音特色保留越少。在成都近郊的温江、新都、郫县、双流等地，岷江话已经有消失的危险。同时，近年来的“推广普通话”政策也对岷江话产生了巨大影响，部分语音亦开始向普通话靠拢。